# Ordini di grandezza (superficie)
Questa tabella confronta i vari ordini di grandezza delle superfici partendo da oggetti piccolissimi fino ad arrivare a oggetti grandissimi.
| Ordine di grandezza | Nome dato dal SI            | Superficie degli esempi                                           | Esempi                                                                      |
| ------------------- | --------------------------- | ----------------------------------------------------------------- | --------------------------------------------------------------------------- |
| 10−28 m²            |                             |                                                                   | 1 barn, pressappoco l'area della sezione trasversale di un nucleo di uranio |
| …                   |                             |                                                                   |                                                                             |
| 10−8 m²             |                             | 0,055 mm²                                                         | Dimensione di un pixel in un moderno display per computer                   |
| 10−7 m²             |                             |                                                                   |                                                                             |
| 10−6 m²             | 1 millimetro quadrato (mm²) | 2 mm²                                                             | Superficie di una capocchia di spillo                                       |
| 10−5 m²             |                             |                                                                   |                                                                             |
| 10−4 m²             | 1 centimetro quadrato (cm²) | 4,25 cm²                                                          | Superficie di una moneta da 1 euro                                          |
| 10−4 m²             | 1 centimetro quadrato (cm²) | 5 cm²                                                             | Area di un normale francobollo                                              |
| 10−4 m²             | 1 centimetro quadrato (cm²) | 6,4516 cm²                                                        | 1 pollice quadrato (square inch)                                            |
| 10−3 m²             |                             | 45 cm²                                                            | Superficie di un normale compact disc                                       |
| 10−3 m²             | 48 cm²                      | Faccia più grande di un pacchetto di sigarette                    |                                                                             |
| 10−3 m²             | 74,40 cm²                   | Area di una banconota da 5 euro (120 × 62 mm)                     |                                                                             |
| 10−2 m²             | 1 decimetro quadrato (dm²)  | 0,062 m²                                                          | Formato standard di un foglio A4 (210 × 297 mm)                             |
| 10−2 m²             | 1 decimetro quadrato (dm²)  | 0,093 m²                                                          | 1 piede quadrato                                                            |
| 10−1 m²             |                             | 0,125 m²                                                          | Formato standard di un foglio A3 (297 × 0 mm)                               |
| 10−1 m²             | 0,249 m²                    | Formato standard di un foglio A2 (420 × 4 mm)                     |                                                                             |
| 10−1 m²             | 0,499 m²                    | Formato standard di un foglio A1 (594 × 1 mm)                     |                                                                             |
| 10−1 m²             | 0,8361 m²                   | 1 iarda quadrata                                                  |                                                                             |
| 100 m²              | 1 metro quadrato            | 1m²                                                               | Formato standard di un A0 (841 × 9 mm)                                      |
| 100 m²              | 1 metro quadrato            | da 2 a 4 m²                                                       | Superficie di un normale tavolo da ufficio                                  |
| 101 m²              |                             | da 10 a 20 m²                                                     | Spazio per ogni automobile in un parcheggio                                 |
| 102 m²              | 1 decametro quadrato (dam²) | 162 m²                                                            | Dimensione di un campo di pallavolo (9 m × 18 m)                            |
| 103 m²              |                             | 4 047 m²                                                          | 1 acro                                                                      |
| 103 m²              | 5 400 m²                    | Dimensione di un campo da football americano                      |                                                                             |
| 103 m²              | 7 140 m²                    | Dimensione di un campo da calcio (105 m x 68 m)                   |                                                                             |
| 104 m²              | 1 ettometro quadrato (hm²)  | 10 000 m²                                                         | 1 ettaro (ha)                                                               |
| 104 m²              | 1 ettometro quadrato (hm²)  | 55 000 m²                                                         | Base della Grande Piramide di Giza (5,5 ha)                                 |
| 105 m²              |                             | 190 000 m²                                                        | Giardini Botanici Nazionali Irlandesi                                       |
| 105 m²              | 440 000 m²                  | Città del Vaticano (Stato più piccolo del mondo)                  |                                                                             |
| 106 m²              | 1 chilometro quadrato (km²) | 1,95 km²                                                          | Monaco (paese classificato 192º per area)                                   |
| 106 m²              | 1 chilometro quadrato (km²) | 2,59 km²                                                          | 1 miglio quadrato                                                           |
| 106 m²              | 1 chilometro quadrato (km²) | 2,9 km²                                                           | La City di Londra (non Londra)                                              |
| 106 m²              | 1 chilometro quadrato (km²) | 3,4289 km²                                                        | 1 miglio quadrato geografico o italiano                                     |
| 107 m²              |                             | 59 km²                                                            | Manhattan                                                                   |
| 107 m²              | 61 km²                      | San Marino                                                        |                                                                             |
| 108 m²              |                             | 105 km²                                                           | Parigi                                                                      |
| 108 m²              | 272 km²                     | Taipei                                                            |                                                                             |
| 108 m²              | 641 km²                     | Toronto                                                           |                                                                             |
| 109 m²              |                             | 1 092 km²                                                         | Hong Kong                                                                   |
| 109 m²              | 1 290 km²                   | Los Angeles                                                       |                                                                             |
| 109 m²              | 2 187 km²                   | Tōkyō                                                             |                                                                             |
| 109 m²              | 5 700 km²                   | Bali                                                              |                                                                             |
| 109 m²              | 8 028 km²                   | Madrid                                                            |                                                                             |
| 10 m²               |                             | 10 991 km²                                                        |                                                                             |
| 10 m²               | 68 870 km²                  |                                                                   |                                                                             |
| 10 m²               | 83 858 km²                  | Giamaica Lago Vittoria Austria                                    |                                                                             |
| 1011 m²             |                             | 100 250 km²                                                       | Islanda (terra)                                                             |
| 1011 m²             | 301 230 km²                 | Italia                                                            |                                                                             |
| 1011 m²             | 504 782 km²                 | Spagna                                                            |                                                                             |
| 1011 m²             | 780 580 km²                 | Turchia                                                           |                                                                             |
| 1012 m²             | 1 megametro quadrato (Mm²)  | 1,00 Mm²                                                          | Egitto (paese classificato 29º per area)                                    |
| 1012 m²             | 1 megametro quadrato (Mm²)  | 7,69 Mm²                                                          | Australia (paese classificato 6º per area)                                  |
| 1012 m²             | 1 megametro quadrato (Mm²)  | 8 Mm²                                                             | Deserto del Sahara                                                          |
| 1013 m²             |                             | 10 Mm²                                                            | Canada (incluse le acque interne)                                           |
| 1013 m²             | 38 Mm²                      | Luna                                                              |                                                                             |
| 1013 m²             | 77 Mm²                      | Oceano Atlantico                                                  |                                                                             |
| 1014 m²             |                             | 150 Mm²                                                           | Superficie delle terre emerse                                               |
| 1014 m²             | 360 Mm²                     | Area degli oceani della Terra                                     |                                                                             |
| 1014 m²             | 510 Mm²                     | Superficie totale della Terra                                     |                                                                             |
| 1015 m²             |                             | 7 700 Mm²                                                         | Nettuno                                                                     |
| 1016 m²             |                             | 44 000 Mm²                                                        | Saturno                                                                     |
| 1016 m²             | 64 000 Mm²                  | Giove                                                             |                                                                             |
| 1017 m²             |                             | 4,6×1017 m²                                                       | Area dell'orbita della Luna intorno alla Terra                              |
| 1018 m²             | 1 gigametro quadrato (Gm²)  | 6,1×1018 m²                                                       | Area della superficie del Sole                                              |
| 1019 m²             |                             |                                                                   |                                                                             |
| 1020 m²             |                             |                                                                   |                                                                             |
| 1021 m²             |                             |                                                                   |                                                                             |
| 1022 m²             |                             | 1,1×1022 m²                                                       | Area dell'orbita di Mercurio intorno al Sole                                |
| 1022 m²             | 3,7×1022 m²                 | Area dell'orbita di Venere                                        |                                                                             |
| 1022 m²             | 7,1×1022 m²                 | Area dell'orbita della Terra                                      |                                                                             |
| 1023 m²             |                             | 1,6×1023 m²                                                       | Area dell'orbita di Marte                                                   |
| 1023 m²             | 2,81×1023 m²                | Area della superficie di una sfera di Dyson con un raggio di 1 au |                                                                             |
| 1024 m²             | 1 terametro quadrato (Tm²)  | 1,9×1024 m²                                                       | Area dell'orbita di Giove                                                   |
| 1024 m²             | 1 terametro quadrato (Tm²)  | 6,4×1024 m²                                                       | Area dell'orbita di Saturno                                                 |
| 1025 m²             |                             | 2,6×1025 m²                                                       | Area dell'orbita di Urano                                                   |
| 1025 m²             | 6,4×1025 m²                 | Area dell'orbita di Nettuno                                       |                                                                             |
| 1026 m²             |                             | 1,1×1026 m²                                                       | Area dell'orbita di Plutone                                                 |
| …                   |                             |                                                                   |                                                                             |
| 1041 m²             |                             | 7×1041 m²                                                         | Superficie del disco galattico della Via Lattea                             |